# Zemplínska Široká
Zemplínska Široká este o comună slovacă, aflată în districtul Michalovce din regiunea Košice. Localitatea se află la altitudinea de 108 m deasupra n.m., se întinde pe o suprafață de 16,25 km2 și în 2017 număra 933 de locuitori. Se învecinează cu Iňačovce, Čečehov, Michalovce, Lastomír, Sliepkovce, Palín și Senné, Michalovce.

## Istoric
Localitatea Zemplínska Široká este atestată documentar din 1266.

## Demografie
| An:                | 1994 | 2004   | 2014   | 2024   |
| ------------------ | ---- | ------ | ------ | ------ |
| Număr de persoane: | 816  | 871    | 951    | 1025   |
| Diferență:         |      | +6,74% | +9,18% | +7,78% |

| An:                | 2023 | 2024   |
| ------------------ | ---- | ------ |
| Număr de persoane: | 1027 | 1025   |
| Diferență:         |      | −0,19% |